# Sakon Nakhon (província)
Sakon Nakhon é uma província da Tailândia. Sua capital é a cidade de Sakon Nakhon.